# Kettenschifffahrt auf dem Neckar

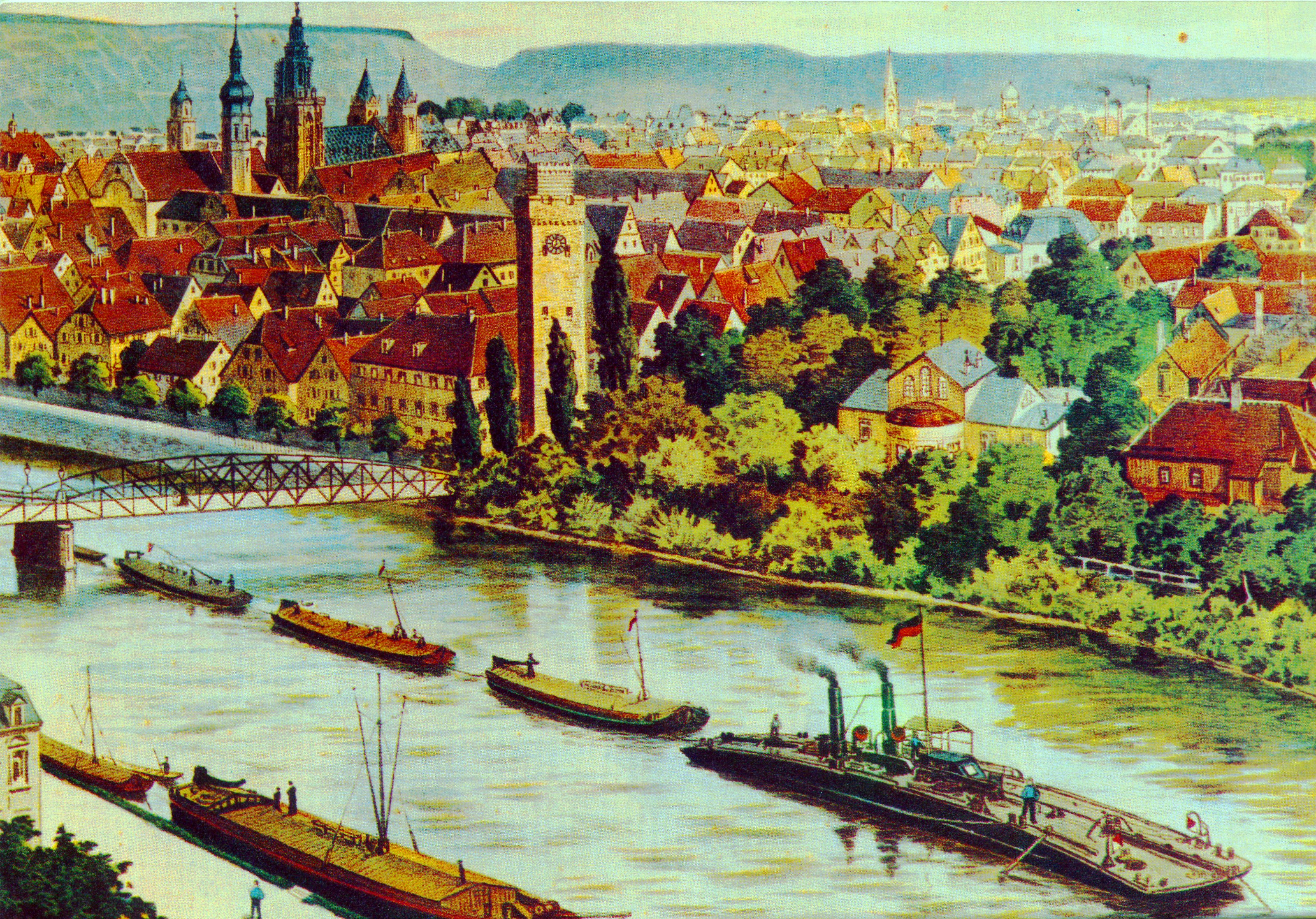
Kettenschiff auf dem Neckar bei Heilbronn

Die Kettenschifffahrt auf dem Neckar war eine spezielle Art der Schleppschiffahrt, bei der sich Kettendampfer mit mehreren angehängten Schleppkähnen entlang einer im Fluss verlegten Kette zogen. Sie wurde ab 1878 zwischen Mannheim und Heilbronn, ab 1884 bis Lauffen eingesetzt. Die Kettenschifffahrt reduzierte die Transportkosten der Schiffer gegenüber dem bis dahin üblichen Treideln mit Pferden erheblich und machte den Schiffstransport gegenüber der Eisenbahn wieder konkurrenzfähig. Durch fortschreitende Kanalisierung des Neckars und die dafür erforderlichen Staustufen wurde der Kettenschleppbetrieb erschwert und unwirtschaftlich. Er wurde zunehmend durch Schlepper mit Schiffsschraube ersetzt und mit dem vollständigen Ausbau des Neckars 1935 eingestellt.

## Die Situation vor der Kettenschifffahrt

### Der Fluss
Die Stromverhältnisse des Neckars variierten entlang des Flusslaufs deutlich. Auf der etwa 113 km langen Flussstrecke vom Hafen in Heilbronn bis zur Mündung in den Rhein wechselten Flussabschnitte mit einem starken Gefälle von 1:350 und seichte Abschnitte mit einem Gefälle von nur 1:10.000. Bezeichnet man Stellen mit einem Gefälle von mehr als 1:700 als Stromschnellen, so betraf dies rund 7 % der Strecke, also etwa 7840 m. Zu den Schwierigkeiten der Gefällevariation kamen starke Krümmungen im Flussverlauf.
Die Flusssohle bestand meist aus Geschieben von Muschelkalk und Buntsandstein; an einigen Stellen des Flusslaufes waren jedoch Felsschwellen vorhanden. Die Wasserstände des Neckars wechselten je nach Jahreszeit und Niederschlagsmenge stark. Die höchsten Wasserstände lagen je nach Flussabschnitt zwischen 6,6 und 14,6 m, während der Neckar bei Niedrigwasser im Sommer auf unter 0,56 m fiel. In dem sehr trockenen Jahr 1865 wurden an 210 Tagen Wasserstände unter 0,56 m gemessen, wohingegen dieser Tiefstand im Jahr 1869 nur an einem Tag erreicht wurde. Die niedrigen Wasserstände behinderten die Schifffahrt signifikant. Zusätzlich kam im Winter eine Behinderung durch Frost mit einer durchschnittlichen Dauer von drei Wochen hinzu.
Die Fließgeschwindigkeit des Wassers lag abhängig vom Gefälle und vom Wasserstand im Stromschnellenbereich zwischen einem und drei Metern pro Sekunde. Die Flussverhältnisse waren damit für die damaligen Verhältnisse nicht besonders günstig, aber auch nicht übermäßig hinderlich.

### Der Schiffstransport

Karte des Neckars mit Landesgrenzen und Eisenbahnstrecken (1882)

Traditionell erfolgte der Schiffstransport auf dem Neckar bis zum 18. Jahrhundert durch Menschen, die ihre Boote vom Land aus auf Leinpfaden bergwärts zogen. Talwärts ließen die Schiffer ihre Boote mit der Strömung treiben. Mit dem Ausbau der Transportkapazitäten wurden die Schiffe immer größer und die Schifffahrt war auf das Treideln mit Pferden angewiesen. Ein typischer Schiffszug bestand aus einem Hauptschiff mit Mast, einem Ankernachen und einem Rudernachen. Die auf die drei Boote verteilte Ladung betrug dabei typischerweise etwa 120–150 t. Die Besatzung bestand aus Schiffseigner, zwei Matrosen und einem Schiffsjungen. Hinzu kamen sechs bis zehn hintereinander gespannte Zugpferde, die von vier bis fünf Leinreitern geritten wurden.
Täglich konnten so etwa 20 km in 5 Stunden zurückgelegt werden, daher wurden für die Strecke Mannheim bis Heilbronn etwa 5,5 Tage gebraucht. Dabei mussten die Pferde an fünf Stellen von einem Ufer auf das andere übergesetzt werden, und an einzelnen Stellen waren zusätzliche weitere Vorspannpferde nötig. Der Lohn für die Reiter wurde individuell mit dem Schiffseigner ausgehandelt und variierte in Abhängigkeit von Wasserstand und Nachfrage. Die Betriebskosten waren somit kaum planbar. Erst ab 1863 wurden Verträge mit einer Laufzeit von jeweils einem Jahr geschlossen. Diese konnten einen stetigen Anstieg der Kosten jedoch nicht verhindern. Größtenteils deckten die Erlöse für die Fracht kaum die Transportkosten. Teilweise war die Bergfahrt defizitär und konnte durch die Talfahrt nur bedingt ausgeglichen werden.
Die wesentlichen Transportgüter zu Berg waren Kohle und Kolonialwaren, und zu Tal bestand die Ladung in erster Linie aus Koch- und Steinsalz aus den Salzwerken Friedrichshall und Wimpfen, Bau- und Nutzholz, Steinen aus den Odenwaldbrüchen, sowie Getreide. Die Gesamttransportmenge auf dem Neckar erhöhte sich in Heilbronn deutlich von 25600 t (1836) über 79600 t (1854) auf etwa 115000 t (1872). Gleichzeitig entwickelte sich durch die Eisenbahn eine immer deutlichere Konkurrenz für die Schiffer. Der Ausbau der Eisenbahnrouten erfolgte vor allem auf den Strecken Mannheim–Heidelberg (1840), Heidelberg–Neckargemünd–Meckesheim–Neckarelz–Mosbach (1862), Meckesheim–Rappenau (1868) und Rappenau–Jagstfeld (1869). Die Bahn bot günstige Preise und hohe Geschwindigkeit. Für die Schiffer standen somit geringeren Einnahmen immer höhere Kosten gegenüber, so dass befürchtet wurde, die Schifffahrt könnte in wenigen Jahren vollständig zum Erliegen kommen.
Erste Versuche, die Schifffahrt auf Dampfbetrieb umzustellen, gab es bereits 1841 mit einem Raddampfer. Diese scheiterten jedoch an den schwierigen Verhältnissen des Neckars. Der geringe Wasserstand, die engen Krümmungen und die starke Strömung im Bereich der zahlreichen Stromschnellen machten einen Einsatz je nach Wasserstand unmöglich oder zumindest unrentabel.

## Kettenschifffahrt

### Planung und Konzession

Zeichnung von Aktien der Schifffahrtsgesellschaft

Durch die zunehmende Konkurrenz der Eisenbahn sahen die Heilbronner Kaufleute die Bedeutung ihrer Stadt als wichtigen Warenumschlagplatz am Endpunkt des schiffbaren Neckars gefährdet und suchten nach einem wirtschaftlichen Transportmittel auf dem Wasserweg. Ohne die Schifffahrt als einzigen Konkurrenten der Eisenbahn wären Preiserhöhungen absehbar gewesen. Außerdem hatte sich die Gefahr eines Eisenbahn-Verkehrsmonopols während des Deutsch-Französischen Krieges (1870–1872) gezeigt. Durch die militärisch beanspruchte Eisenbahn kam der zivile Gütertransport auf dem Landweg zum Erliegen und konnte nur durch die Schifffahrt aufrechterhalten werden.
Daraufhin gründete der Heilbronner Handelsvorstand 1872 ein provisorisches Komitee zur Einführung der Kettenschifffahrt auf dem Neckar. Zur Untersuchung der Situation am Neckar griff das Komitee auf die Hilfe des Direktors der Kettenschleppschiffahrt der Oberelbe, Ingenieur Ewald Bellingrath, des Straßen- und Wasserbauinspektors Baurat von Martens aus Stuttgart und Max Honsell als Mitglied der badischen Oberdirektion des Wasser- und Straßenbaus zurück. Alle drei kamen zu dem Ergebnis, dass allein die Kettenschifffahrt, wie sie bereits seit 1866 auf der Elbe praktiziert wurde, aus technischer und finanzieller Sicht auf dem Neckar vorteilhaft wäre. Bei dieser Technik ziehen sich Kettendampfer zusammen mit einem angehängten Schleppzug entlang einer im Fluss versenkten Stahlkette. Die Seilschifffahrt sei hingegen aufgrund der geringen Wassertiefe und der engen Kurven ungeeignet.
Das Komitee beantragte am 2. Oktober 1872 die Konzession für die Kettenschifffahrt bei der württembergischen Regierung, die daraufhin offizielle Verhandlungen mit den Regierungen der beiden anderen Uferstaaten Baden und Hessen aufnahm. Als die Konzession Ende 1873 in sicherer Aussicht stand, gab es jedoch Probleme, das notwendige Aktienkapital aufzubringen. Durch die allgemeine wirtschaftliche Entwicklung der letzten beiden Jahre war viel freies Kapital in Unternehmen gebunden und die Bereitschaft, in neue Projekte zu investieren, war gering. Aus diesem Grunde bat das Komitee um einen Zuschuss oder zumindest um die Übernahme einer Staatsgarantie seitens des württembergischen Königshauses. In dem entsprechenden Schreiben des Heilbronner Schultheißes Karl Wüst hob dieser im Mai 1874 hervor, dass die Zukunft Heilbronns vom Erhalt der Schifffahrt abhänge und der Staat Württemberg auch als Eigentümer von Salinen und Forst ein deutliches Interesse an einer konkurrenzfähigen Neckarschifffahrt haben sollte.
Das daraufhin am 1. Juli 1876 beschlossene Garantiegesetz sah die Übernahme einer Staatsgarantie für eine Aktiengesellschaft zur Errichtung einer Ketten- und Kabelschifffahrt auf dem Neckar durch den württembergischen Staat vor. Der Staat garantierte für die Dauer von 20 Jahren einen Jahreszuschuss von bis zu 5 % des einbezahlten Aktienkapitals zu gewähren, sofern die Jahreserträge der Gesellschaft nicht ausreichen sollten, die Betriebskosten sowie eine fünfprozentige Dividende für die Aktionäre zu decken. Gleichzeitig verpflichtete sich die Aktiengesellschaft, bei einem Reingewinn größer 6 % früher geleistete Zuschüsse zurückzuzahlen. Sofern frühere Zuschüsse nicht zu erstatten seien, sei der Staat zu 50 % am Überschuss zu beteiligen.
Im Sommer 1877 konnte eine Subskription von fünfprozentigen Aktien festgesetzt werden. Von den 6000 angebotenen Aktien mit einem Nennwert von jeweils 300 Reichsmark erwarb die Stadt Heilbronn 500 Stück. Nach der Sicherung des Grundkapitals wurde auf der konstituierenden Versammlung der Schleppschifffahrt auf dem Neckar AG der Vorstand der Aktiengesellschaft mit Leitung des Kaufmanns Louis Link und dem inzwischen zum Oberbürgermeister ernannten Karl Wüst gewählt. Noch im selben Jahr erhielt die Gesellschaft die auf 34 Jahre festgesetzte Konzession von Hessen (27. August), Baden (22. September) und Württemberg (1. November). Inhalt der gleichlautenden Konzessionen war insbesondere das Bestreben, einer einseitigen Bevorzugung einzelner Schiffe vorzubeugen. So seien alle für den Schleppbetrieb tauglichen Fahrzeuge in der Reihenfolge ihrer Anmeldung zu befördern. Der Tarif für den Transport war in Absprache mit dem Ministerium festzulegen. Dieser war aufgeteilt in eine Gebühr zum Schleppen des leeren Kahns und einen gewichtsabhängigen Teil für die Ladung.

### Betrieb

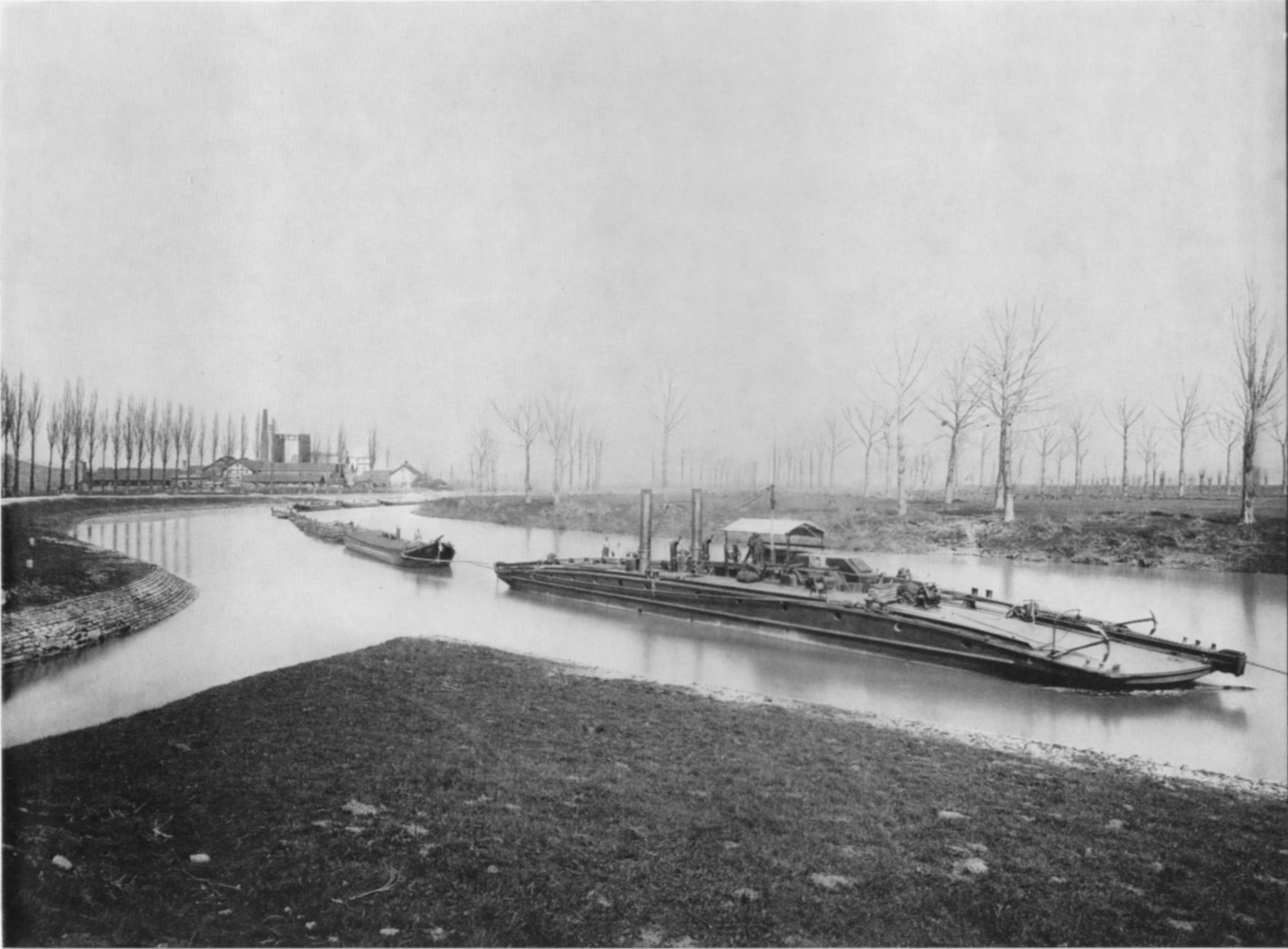
Kettenschleppschiff mit Lastkähnen auf dem Neckar bei Heilbronn, vor 1885

Am 23. Mai 1878 stand bei Wimpfen ein reich beflaggter Schleppzug, das Kettenschiff Nr. I mit einem Zug leerer Neckarfahrzeuge für die wohl über 500 geladenen Gäste, bereit zur Festfahrt. Unter den Gästen befanden sich Staatsminister von Sick sowie weitere hohe Beamte und Abgeordnete der Anliegerstaaten. Am Folgetag fuhr der Kettendampfer nach Mannheim. Von dort startete er mit neun Kähnen im Anhang (Gesamtzuladung 360 t) seine erste richtige Schleppfahrt und erreichte Heilbronn am 27. Mai. Die Fahrzeit verkürzte sich gegenüber dem Pferdezug auf etwa die Hälfte. Gleichzeitig reduzierten sich die Kosten deutlich. Die Schifffahrt wurde wieder konkurrenzfähig. Am 15. Juni 1878 besichtigte König Karl I. die Einrichtung und fuhr von Neckarsulm nach Heilbronn mit. In den darauffolgenden Monaten wurde bis September je ein neuer Kettendampfer in Dienst gestellt. Der fünfte Kettendampfer kam 1880 dazu.
Die Schiffer nahmen den neuen Kettenschleppdienst schnell an. In den Jahren 1878 bis 1883 stieg die Zahl der geschleppten Fahrzeuge und die transportierte Ladung stetig. Mitte der 1880er Jahre konnte der Bergverkehr auf dem Neckar gegenüber der Mitte der 70er Jahre etwa verdoppelt werden, obwohl die neuen, parallel zum Fluss verlaufenden Eisenbahnstrecken Neckargemünd-Eberbach-Neckarelz-Jagstfeld (1879) und Jagstfeld-Heilbronn (1882) in Betrieb gingen. Die an die Aktionäre ausgezahlten Renditen lagen bei steigenden Einnahmen der Gesellschaft zwischen 5,5 und 6,6 %. Im Jahre 1884 kam es zu einem leichten Einbruch im Schiffsverkehr. Aufgrund einer langanhaltenden, extremen Trockenheit war der Wasserspiegel das ganze Jahr über sehr niedrig und erreichte zweimal den niedrigsten Stand von nur 45 cm. Nicht nur der geringe Niederschlag, sondern auch die Wasserentnahme durch Landwirte und das Aufstauen der Wasserwerke in der Nachtzeit sorgten dafür, dass die Kettenschlepper ihre Fahrt wegen Wassermangels immer wieder unterbrechen mussten. Kohle und Trossen der Kettendampfer wurden so weit als möglich auf Tenderschiffe ausgelagert, um den Tiefgang zu reduzieren. So konnte der Schifffahrtsbetrieb bis zu einer minimalen Wassertiefe von 50 cm aufrechterhalten werden.
Die Schleppschifffahrtsgesellschaft achtete mit ihrer Preisgestaltung unter Wahrung ihrer eigenen Rentabilität zu aller Zeit darauf, dass die Schiffer ihre Dienste zu konkurrenzfähigen Preisen gegenüber der Eisenbahn anbieten konnten und gleichzeitig ein vernünftiges Auskommen hatten. So gewährte sie den Schiffern zum Beispiel Rabatte bei niedrigen Wasserständen. Der Staat Württemberg selbst hatte ein eigenes Interesse, den Neckarhandel voranzutreiben. Die Einnahmen vom Handel in Heilbronn wie auch die Einnahmen aus dem Kettenschleppdienst kamen dem Staat Württemberg direkt zugute. Das führte dazu, dass bei gleichen Kosten die Schifffahrt bevorzugt wurde und so die württembergische Staatseisenbahn angewiesen wurde, ihre Kohle per Schiff bis Heilbronn zu transportieren. Dafür wurden von der Schleppschifffahrtsgesellschaft in Heilbronn eigens drei Dampfkräne zum Entladen der Schiffe gebaut.

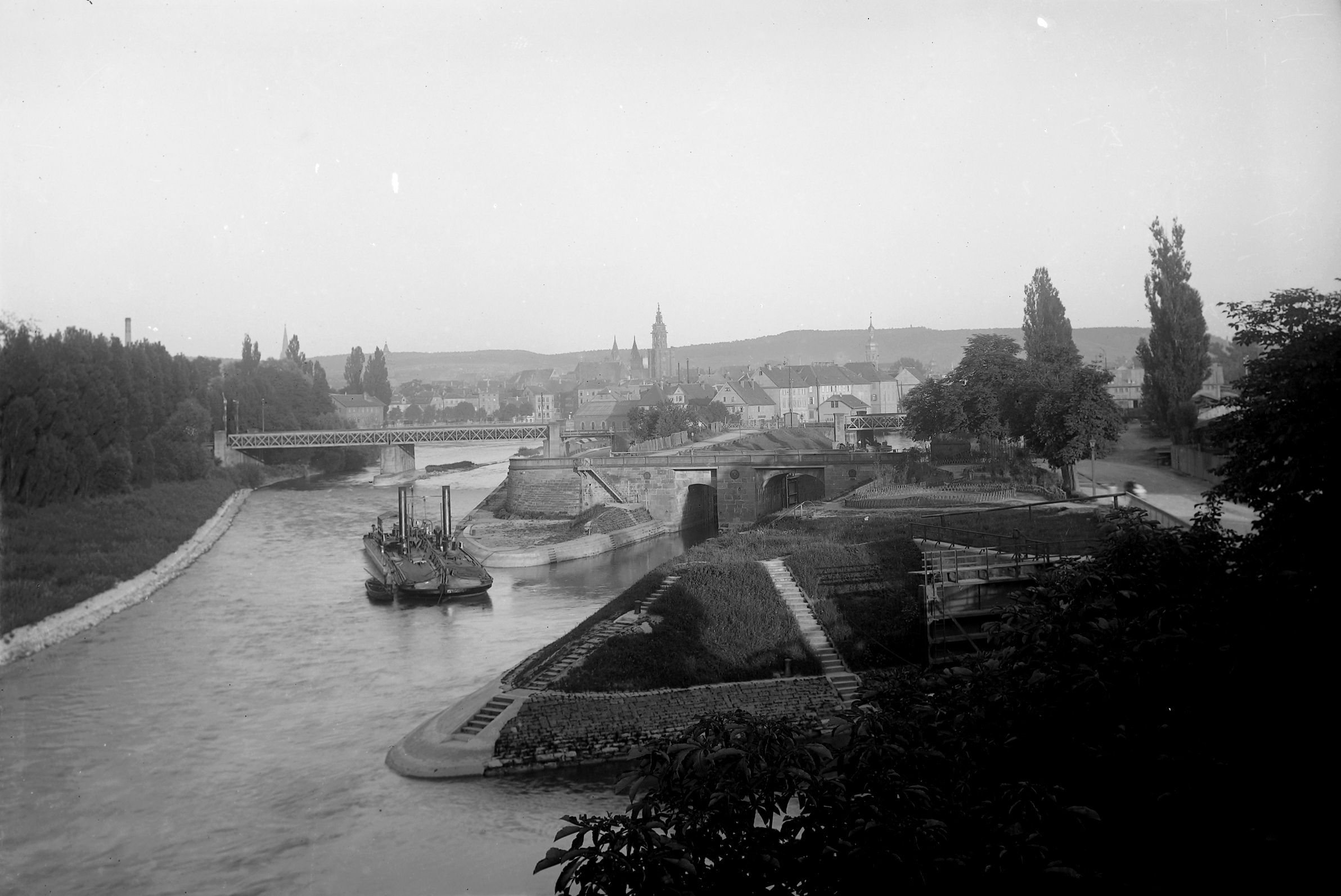
Heilbronn 1920, Blick nach Südosten. Links ein Arm des Neckars, in der Bildmitte die Ein- bzw. Ausfahrt des Wilhelmskanals, rechts die Einfahrt des Winterhafens. Über den Neckararm und den Wilhelmskanal führen Eisenbahnbrücken, zwischen Neckararm und Wilhelmskanal ist die Bebauung der Neckarinsel Hefenweiler zu sehen. Vor der Einfahrt des Wilhelmskanals liegt ein Kettenschiff.

Nachdem eine Kammer der 1821 errichteten Wilhelm-Kanal-Schleuse im Jahr 1884 für die Durchfahrt eines Kettendampfers auf 48 m Länge und 7 m Breite vergrößert worden war, wurde auf Anregung des Aufsichtsrates des Zementwerks in Lauffen die Kettenschifffahrt bis 12 km oberhalb Heilbronns erweitert. Technisch gesehen waren die Bedingungen für diese zusätzliche Strecke einfacher als für einzelne, bereits für die Kettenschifffahrt genutzten Flussabschnitte. Finanziell erhoffte sich die Gesellschaft zusätzliche Einnahmen durch den in Aussicht gestellten Transport von Kalksteinen, Kohle und Koks nicht nur für die neue Strecke, sondern auch auf bestehenden Streckenabschnitten. Die Investitionskosten für Betriebsmittel waren hingegen sehr gering. Die benötigte Kettenlänge stand noch als Lagerbestand zur Verfügung. Durch die Abnutzung der Kettenglieder an deren Berührungsflächen kam es zu einer Längung der Kette, die pro Kettenglied gering, über die Gesamtlänge der Kette jedoch beträchtlich war. Daher wurden innerhalb der Jahre immer wieder Kettenstücke herausgetrennt und gelagert. Zusätzlich unterlag die Kette in Flussabschnitten mit sehr hoher Strömung und engen Kurven einer erhöhten Belastung und Abnutzung. Da gleichzeitig ein Kettenbruch in jenen Flussabschnitten wesentlich größere Folgen hätte, musste die Kette dort früher ausgetauscht werden. Diese Kettenabschnitte waren jedoch für die neue Strecke mit einer geringeren Zahl von geschleppten Schiffen noch gut zu gebrauchen. Somit rentierte sich die Erweiterung der Strecke bis Lauffen ohne neuerliche Staatsgarantie und wurde 1890 nach einer Erweiterung der Konzession umgesetzt.
Im Jahre 1890 machte die Kohle bei der Bergladung etwa zwei Drittel der Ladung aus (inklusive der Lieferungen nach Lauffen). Die Talladung bestand zu etwa drei Vierteln aus Salztransporten, davon etwa die Hälfte aus der Saline Friedrichshall in Jagstfeld.
In den Jahren 1892/93 bereitete die anhaltende Trockenheit der Neckarschifffahrt besondere Probleme. Im ersten Jahr musste die Schifffahrt wegen Niedrigwasser teilweise eingestellt werden. Da der Rhein nicht betroffen war, wurde die Ladung in Mannheim direkt auf die Eisenbahn verladen. 1893 war die Situation noch deutlich schlimmer. Regenmangel und die Bewässerung mit Flusswasser ließen den Pegel des Neckars weiter sinken. Der niedrige Wasserstand wurde außerdem für umfangreiche Räumungsarbeiten und Flussbauten genutzt, so dass die Schleppschifffahrt nur etwa 60 % der Arbeitstage ausnutzen konnte. Das führte dazu, dass die Schleppschifffahrtsgesellschaft das erste Mal die Staatsgarantie in Anspruch nehmen musste.
Einen ähnlichen Rückschlag verzeichnete die Neckarschifffahrt im Jahr 1895. Auf einen lang anhaltenden, strengen Winter folgte starkes Hochwasser, so dass der Schleppbetrieb erst im April aufgenommen werden konnte. Der trockene Sommer bedingte wiederum eine zeitweise Einstellung des Schleppbetriebs durch Niedrigwasser. Hinzu kam, dass niedrige Wasserstände am Rhein den Nachschub an Gütern teilweise ins Stocken geraten ließen. Die Schleppschifffahrt konnte erneut nur etwa 60 % der Arbeitstage nutzen und musste ein zweites Mal die Staatsgarantie in Anspruch nehmen. Über die Jahre gesehen waren diese Zuwendungen durch den Staat Württemberg jedoch erheblich geringer als die Gewinne, die in anderen Jahren an den Staat abgeführt wurden.
Während der Zeit der Kettenschifffahrt hat sich der durchschnittliche Laderaum der gezogenen Schiffe deutlich erhöht. Betrug die maximale Tragfähigkeit pro Schiff 1878 im Mittel noch 55 t, steigerte sich diese bis 1892/93 auf etwa 100 t. Die 130-t-Grenze wurde um 1900 überschritten. Wegen der engen Flussbiegungen und der jahreszeitlich stark schwankenden Wasserführung des Neckars blieben die meisten Schiffe jedoch unter 200 t Tragfähigkeit.

## Technische Beschreibung
Die gesamten technischen Angelegenheiten übernahm der bis dahin als Berater des provisorischen Komitees eingesetzte Ingenieur Ewald Bellingrath. Er erarbeitete Pläne, beschaffte die Betriebsmittel und überwachte die technische Ausführung. Er ließ Neckarschiffer auf seinen Kettenschiffen auf der Elbe ausbilden.

### Die Kette
Die 115 km lange Schleppkette bestand aus 26 mm starken und 110 mm langen und 70 mm breiten, ovalen Kettengliedern und war auf eine Bruchfestigkeit entsprechend 2,5 t geprüft. 70 km Kette lieferten zwei englische Werke, 35 km kamen aus Frankreich und 7,5 km aus einem deutschen Werk. Hinzu kamen 2 km gebrauchte Kette von der Elbe. Die Kette hatte ein Gesamtgewicht von 1760 t und kostete inklusive Verlegung 592.000 Reichsmark. Die Verlegung begann am 23. März 1878 in Heilbronn. Das Ende der Kette wurde oberhalb der Eisenbahnbrücke im Neckar verankert. Die Kette war durch Reibung und die Zugbelastung einer ständigen Abnutzung ausgesetzt.
Die Kette besaß etwa alle 500 m ein Kettenschloss in Form eines Schäkels, an dem sie getrennt werden konnte, ohne einzelne Kettenglieder zu zerstören. Je nach Strömungsverhältnissen des jeweiligen Flussabschnitts musste die Kette nach 10 bis 15 Jahren ausgetauscht werden.
Während des Schleppbetriebs zieht sich die Kette im Bereich starker Flussbiegungen leicht Richtung Innenseite der Flusskrümmung. Der talfahrende Kettenschlepper kann die Lage der Kette im Flussbett jedoch korrigieren.

### Die Kettendampfer
Eine allgemeine Beschreibung von Kettenschleppdampfern befindet sich im Hauptartikel Kettenschleppschiff.

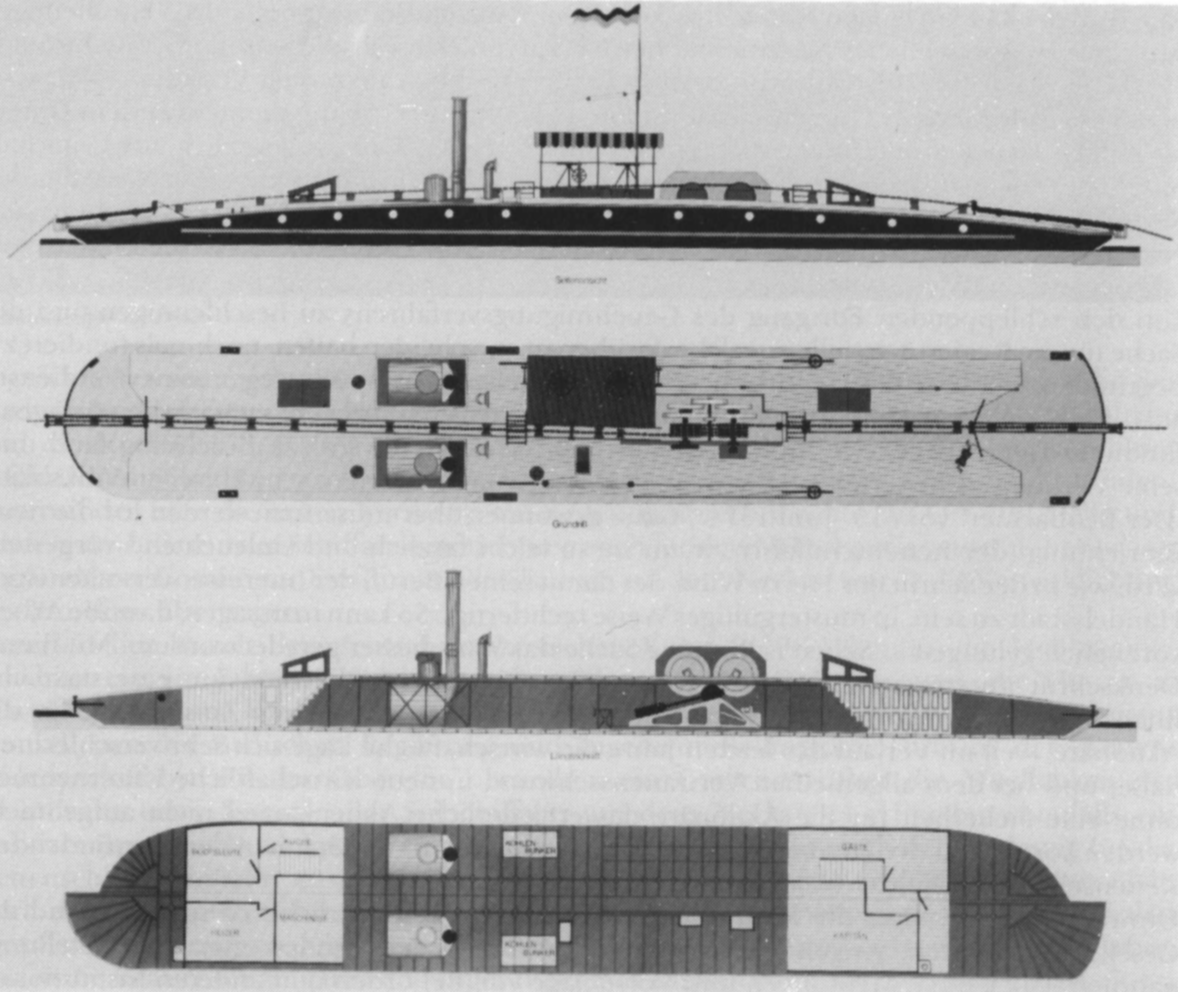
Zeichnung eines Kettendampfers vom Neckar 1878

Der Auftrag für den Bau der ersten vier Kettendampfer ging an die Sächsische Dampfschiffahrt- und Maschinenbaugesellschaft in Dresden zu je 69800 Reichsmark. Diese lieferte jedoch nur Kesselanlagen und Maschinen an den Neckar, während die Neckarwerft in Neckarsulm die Schiffskörper fertigte. Gleiches galt auch für den baugleichen fünften Kettendampfer, der 1880 fertiggestellt wurde. Die Neckarwerft wurde 1879 von der Schleppschifffahrt auf dem Neckar AG für Instandhaltungsarbeiten des eigenen Betriebsmaterials gekauft. Der sechste und siebte Kettendampfer (1884/85) wurden auf der Werft in Neckarsulm geplant und gebaut. Beide Schiffe enthielten eine Kessel- und Maschinenanlage der Maschinenfabrik J. Wolf & Co in Heilbronn.
Die Kettendampfer wurden weitgehend nach dem Vorbild der Kettendampfer auf der Elbe konstruiert. Die Kette wurde am Bug über bewegliche Ausleger aus dem Wasser gezogen, über zahlreiche Leitrollen zum eigentlichen Antrieb geführt und am Heck des Schiffes über einen weiteren Ausleger wieder im Wasser abgelegt.
Die Schiffskörper waren mit einer Länge von 42 bis 45 m und einer Breite von höchstens 6,5 m jedoch deutlich kleiner als auf der Elbe, um den engen Flusskrümmungen des Neckars besser folgen zu können. Auch der Tiefgang von nur 47 cm war auf die niedrigeren Wasserstände des Neckars angepasst. Der Schiffskörper war nur zum Teil aus Eisen. Das Schiffsdeck und der ebene Boden des Schiffes waren aus Holz gefertigt, da dieses bei Havarien als standhafter galt.
Der Kettendampfer war durch zwei wasserdichte Schottwände im Inneren in drei Teile unterteilt, die jeweils nur von oben zugänglich waren. Im mittleren Teil befanden sich nebeneinander zwei Dampfkessel mit den dazugehörigen Kohlenbunkern. Die Kessel versorgten die liegend angeordnete Zwillingsdampfmaschine mit Dampf. Die Dampfmaschine mit einer Leistung von 81 kW (110 PS) war wiederum über ein Wechselgetriebe mit dem über Deck befindlichen Kettenwindwerk aus zwei hintereinander angeordneten Trommeln verbunden. Die Kette folgte abwechselnd jeweils dem halben Umfang einer Trommel und dem halben Umfang der anderen Trommel. Insgesamt war die Kette sechs halbe Umfänge um das Windwerk gewickelt. Die Trommeln hatten einen Durchmesser von 1,3 m und waren mit je vier Laufrillen ausgestattet. Über das Wechselgetriebe waren zwei verschiedene Geschwindigkeiten einstellbar. Zu Berg betrug die Geschwindigkeit 4,5–5 Kilometer pro Stunde und zu Tal 10–11 Kilometer pro Stunde.
Die anderen beiden Bereiche am Bug und Heck des Schiffs enthielten die Betriebs- und Aufenthaltsräume für die Besatzung. Die 7-köpfige Besatzung bestand aus Kapitän, Steuermann, Maschinist, zwei Heizern und zwei Bootsleuten. An Deck befand sich der überdachte Steuerstand mit zwei Steuerrädern von dem aus die beiden großen Steuerruder an den beiden Bootsenden vorne und hinten bedient wurden.
Im Gegensatz zu Kettendampfern auf anderen Flüssen konnten sich die Boote vom Neckar nur an der Kette fortbewegen und besaßen keinen zusätzlichen, von der Kette unabhängigen Antrieb wie Schraube, Seitenräder oder Wasserstrahlantrieb. Während sie bergwärts Schiffe schleppten, korrigierten sie während der Talfahrt ohne Anhang die Lage der Kette im Flussbett.
Begegneten sich zwei Kettenschiffe, so war ein kompliziertes Ausweichmanöver notwendig, wobei der zu Tal fahrende Kettendampfer aus der Kette ging und den zu Berg fahrenden Kettendampfer passieren ließ. Dieses Manöver bedeutete für den Schleppverband auf Bergfahrt eine Verzögerung von mindestens 20 Minuten, während das talfahrende Schiff einen Zeitverlust von etwa 45 Minuten erlitt.

## Das Ende der Kettenschifffahrt

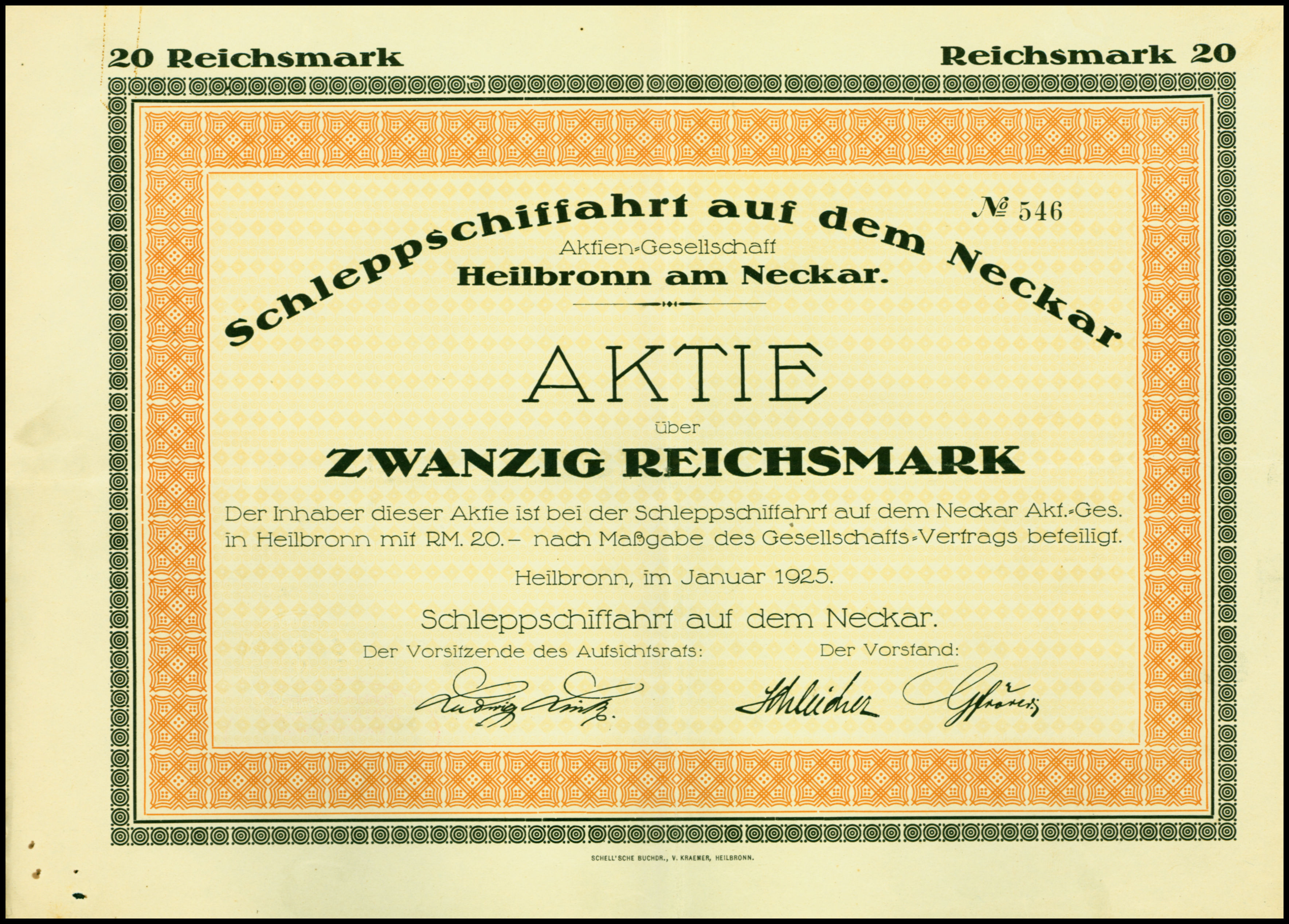
Aktie über 20 RM der Schleppschiffahrt auf dem Neckar AG vom Januar 1925

Durch die geringe Wassertiefe und die engen Krümmungen blieb die Größe der meisten Schiffe auf eine Tragfähigkeit von etwa 200 t beschränkt. Nachhaltigen Erfolg durch Einsatz größerer Schiffe bis 600 t Tragfähigkeit konnte nur eine Kanalisierung des Flusses ermöglichen. Die interessierten Handelskammern und Gemeinden gründeten daher 1897 das „Komitee für die Hebung der Neckarschifffahrt“. Dieses plante nicht nur die Kanalisierung, sondern dachte auch über eine Großschifffahrtsverbindung zwischen Rhein und Donau nach, die über die Flüsse Neckar, Rems, Kocher und Brenz verlaufen sollte. Die bis 1911 ausgestellte Konzession der Kettenschifffahrt wurde daraufhin nur um weitere 10 Jahre verlängert, aber um zusätzliche Bestimmungen erweitert. Die Kettenschleppschifffahrtsgesellschaft erhielt Entschädigungen für die Behinderungen durch die Bauarbeiten und die Schleusen. Gleichzeitig erhielten sie das Recht des alleinigen Schleppbetriebs auf den fertiggestellten Stauhaltungen.
Nach Ende des Ersten Weltkriegs begann die Reichswasserstraßenverwaltung mit dem Ausbau des Neckars für Schiffe von 80 m Länge, 10,35 m Breite und 2,3 m Tiefgang, was einer Tragfähigkeit von etwa 1200 t entsprach. Mit der fortschreitenden Inbetriebnahme der einzelnen Staustufen reduzierte sich die Fließgeschwindigkeit und erhöhte sich die Wassertiefe. Beides ließ die Kettendampfer gegenüber anderen Schleppern unrentabel werden. Als Ersatz für zwei Kettendampfer setzte die „Schleppschifffahrt auf dem Neckar AG“ ab 1925 zunächst zwei Schraubendampfschlepper auf den aufgestauten Teilstrecken ein. Diese zogen die Binnenschiffe nicht nur bergwärts, sondern auch talwärts. Im Zuge des weiteren Ausbaus des Neckars folgten bis 1929 drei Motorschlepper. Gleichzeitig wurde die Zahl der Kettendampfer weiter reduziert. Mit der Fertigstellung der Großwasserstraße am 28. Juli 1935 war nach insgesamt 57 Jahren das Ende der letzten Kettendampfer auf der letzten Strecke zwischen Neckargerach und Kochendorf gekommen.

## Kuriosa
Eine humorvolle historische Dokumentation findet sich bei Mark Twain, dem berühmten Neckarreisenden: „Es war ein Schlepper, und zwar einer von sehr merkwürdigem Bau und Aussehen. Ich hatte ihn oft vom Hotel aus beobachtet und mich gefragt, wie er wohl angetrieben werde, denn offenbar besaß er keine Schraube oder Schaufeln. Jetzt kam er dahergeschäumt, machte eine Menge Lärm verschiedener Art und steigerte ihn ab und zu noch dadurch, dass er ein heiseres Pfeifen ertönen ließ.“ Der Transport schwerer Lasten und das laute Pfeifen brachte den Kettendampfern auf dem Neckar bei der Bevölkerung den Spitznamen „Neckaresel“ ein.
Als Handschuhsheim noch ein reines Bauerndorf war, erzählte man sich diese Geschichte: Die Bauern hörten eines Tages auf ihren Feldern ein bedrohliches Geräusch, das wie das Brüllen eines Löwen klang. Die Bauern rückten, mit Dreschflegeln und Sensen bewaffnet, aus, um den Löwen zu fangen. Doch das vermeintliche Löwengebrüll entpuppte sich als das Signal des ersten Dampfschleppers (1878) auf dem Neckar, der mit seinem Schiffshorn die staunenden Anwohner grüßte. Die Handschuhsheimer tragen seither auch den Namen „Die Löwen“.

## Museen mit Ausstellungen zur Kettenschifffahrt auf dem Neckar

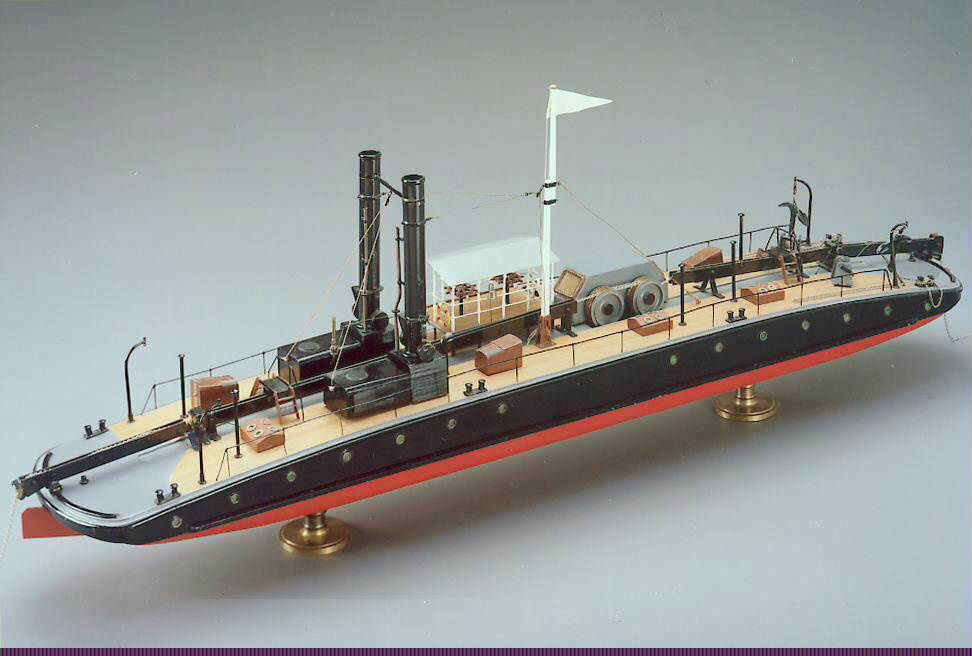
Modell eines Kettenschleppers im Mannheimer Technoseum

Das Haus der Stadtgeschichte und die Städtischen Museen Heilbronn widmen sich in ihrer Ausstellung Heilbronn historisch! Entwicklung einer Stadt am Fluss mit diversen Exponaten, darunter einem Teil der originalen Kette, der Kettenschifffahrt auf dem Neckar.
Das Technoseum (Landesmuseum für Technik und Arbeit in Mannheim) und die Städtischen Museen Heilbronn besitzen Modelle von Neckar-Kettenschiffen.
Im Schifffahrtsmuseum des „Schifferverein Germania Hassmersheim 1912 e. V.“ steht ein etwa 4,5 m langes Diorama, das einen Kettenschleppverband darstellt. Dieses stand ursprünglich im Schifffahrtsmuseum der Stadt Heilbronn.